# Le Réfractaire
Pour les articles homonymes, voir  Le Réfractaire.
Le Réfractaire est un périodique fondé, dirigé, animé et corrigé par May Picqueray du 1er avril 1974 à décembre 1983.

## Historique
En avril 1974, May Picqueray fonde Le Réfractaire, d'abord « journal de l’association Les Amis de Louis Lecoin ; social, pacifiste, libertaire » puis « organe libertaire pour la défense de la paix et des libertés individuelles », périodique pacifiste et antimilitariste. Le journal, dans la continuité de Louis Lecoin apporte son soutien aux réfractaires au service militaire, aux insoumis, aux déserteurs et aux objecteurs de conscience
Le journal est expédié depuis le logement de May Picqueray au Pré Saint-Gervais (auparavant domicile de Nicolas Lazarévitch et d’Ida Mett), ensuite depuis un petit local au 320, rue Saint-Martin.
Le journal est diffusé notamment lors de manifestations, où May le vend à la criée,.

### Contributeurs
À l'origine du périodique, sa créatrice, May Picqueray, correctrice au Canard enchaîné, a largement bénéficié de la complicité de la plupart des illustrateurs et d'un certain nombre de rédacteurs du « Canard »,.
Des « plumes » animent la rédaction, notamment, Jeanne Humbert,,, Robert Jospin, père de Lionel Jospin, ainsi que des adhérents de l'Union pacifiste de France et de la Fédération anarchiste.
Le journal est également soutenu par des jeunes artistes objecteurs de conscience et des dessinateurs, dont Moisan, Soulas, Cardon, Escaro, Pino Zac, Plantu, Didier Le Bornec, Ritche.

### Publications du périodique
- Alexandre Berkman, La Tragédie russe : études critiques, perspectives, trad. Marie-May Nielsen, Paris, Amis de Louis Lecoin, Le Réfractaire, 1977[14],[15].

- Emma Goldman, L’Individu, la société et l’État, trad. Marie-May Nielsen, préf. May Picqueray, Paris, Amis de Louis Lecoin, Le Réfractaire, 1977[16],[17]

- Jeanne Humbert, Les Problèmes du couple : amour, culture de soi, éducation sexuelle, situation actuelle angoissante, explosion démographique, cause de misère et de guerre, préf. May Picqueray,  Le Pré-Saint-Gervais, Le Réfractaire, 1982[18].